# Campeonato Amateur de Guayaquil 1929
El Campeonato Amateur de Guayaquil de 1929, más conocido como Liga de Guayaquil 1929, fue la 8.ª edición de los torneos amateurs del Guayas y fue organizado por la FEDEGUAYAS, como acontecimientos que sucedieron durante el torneo el cuadro del Córdova 3° título en seguidilla, el subcampeonato se lo llevaría el Panamá, siendo este el cuadro más goleador del torneo con 33 goles en el caso del descenso en un inicio se decidió jugar encuentros de Promoción de ascenso y Permanencia, en la cual participarían los cuadros de Patria y LDE(G) equipos que terminaron en penúltimo y último lugar del torneo ante el campeón y subcampeón de la Serie B que eran los cuadros de Italia y Independiente, pero el Patria desistió de participar y descendió automáticamente, entonces se decidió jugar en 2 fases y cuyo ganador de ambas series lograría el ascenso y permanencia. El cuadro de LDE(G) ganaría ambos encuentros. La FEDEGUAYAS decidió que el siguiente año se siguiera jugando con 9 equipos es por ello que se le concedió al cuadro del Italia como campeón de la Serie B, el ascenso aunque quedara eliminado en la 1.ª Fase.
El Gral.Córdova obtendría por cuarta vez el título en este torneo mientras que el Panamá obtendría su primer subcampeonato.

## Formato del torneo
La Liga de Guayaquil 1929 se jugó con el formato de una sola etapa y fue de la siguiente manera:
Primera Etapa (Etapa Única)
La Primera Etapa se jugó un todos contra todos en encuentros de solo ida dando un total de 9 fechas en la cual se definirá al campeón e subcampeón de la temporada en el caso del descenso se jugará un encuentro de definición entre los 2 últimos de la tabla de posiciones y el campeón y subcampeón.
Promoción de ascenso e Permanencia
Tras el abandono del Patria se decidió que se jugara en 2 fases, en la cual el penúltimo de la tabla posicional jugara en la 1.ª Fase contra el campeón de la Serie B, el ganador de esta serie definiría con el subcampeón de la misma Serie B, si el cuadro que terminó penúltimo de la tabla posicional fuera el ganador de ambas series se mantendría para la siguiente temporada.

## Sede
| Guayaquil        |
| ---------------- |
| Municipal        |
| Capacidad: 5 000 |
|                  |

## Equipos participantes
Estos fueron los 9 equipos que participaron en la Liga de Guayaquil de 1929.
| Equipos participantes | Equipos participantes | Equipos participantes | Equipos participantes |
| --------------------- | --------------------- | --------------------- | --------------------- |
| Barcelona             | LDE(G)                | Patria                |                       |
| Gral. Córdova         | Norte América         | Rocafuerte            |                       |
| Guayaquil SC          | Panamá                | Racing Club           |                       |

## Única Etapa

### Partidos y resultados
| Fecha 1      | Fecha 1   | Fecha 1          |
| Equipo Local | Resultado | Equipo Visitante |
| ------------ | --------- | ---------------- |
| Barcelona    | 1-5       | Panamá           |
| Gral.Córdova | 3-0       | LDE(G)           |
| Guayaquil SC | 2-1       | Patria           |
| Norteamérica | 2-2       | Racing           |

| Fecha 2      | Fecha 2   | Fecha 2          |
| Equipo Local | Resultado | Equipo Visitante |
| ------------ | --------- | ---------------- |
| Barcelona    | 3-2       | Gral.Córdova     |
| Racing       | 2-0       | Patria           |
| Rocafuerte   | 2-0       | Guayaquil SC     |
| Panamá       | 6-2       | Norteamérica     |

| Fecha 3      | Fecha 3   | Fecha 3          |
| Equipo Local | Resultado | Equipo Visitante |
| ------------ | --------- | ---------------- |
| Rocafuerte   | 6-3       | Barcelona        |
| LDE(G)       | 1-3       | Guayaquil SC     |
| Norteamérica | 2-1       | Patria           |
| Panamá       | 0-2       | Gral.Córdova     |

| Fecha 4      | Fecha 4   | Fecha 4          |
| Equipo Local | Resultado | Equipo Visitante |
| ------------ | --------- | ---------------- |
| Barcelona    | 4-2       | Guayaquil SC     |
| Norteamérica | 5-1       | Rocafuerte       |
| Gral.Córdova | 4-2       | Racing           |
| Panamá       | 13-0      | LDE(G)           |

| Fecha 5      | Fecha 5   | Fecha 5          |
| Equipo Local | Resultado | Equipo Visitante |
| ------------ | --------- | ---------------- |
| Barcelona    | 2-1       | Norteamérica     |
| Racing       | 1-4       | Rocafuerte       |
| Patria       | 1-2       | LDE(G)           |
| Gral.Córdova | 8-2       | Guayaquil SC     |

| Fecha 6      | Fecha 6   | Fecha 6          |
| Equipo Local | Resultado | Equipo Visitante |
| ------------ | --------- | ---------------- |
| Barcelona    | 0-2       | Racing           |
| LDE(G)       | 2-2       | Norteamérica     |
| Panamá       | 2-0       | Guayaquil SC     |
| Patria       | 2-4       | Rocafuerte       |

| Fecha 7      | Fecha 7   | Fecha 7          |
| Equipo Local | Resultado | Equipo Visitante |
| ------------ | --------- | ---------------- |
| Racing       | 6-1       | LDE(G)           |
| Gral.Córdova | 2-1       | Rocafuerte       |
| Patria       | 1-3       | Panamá           |
| Guayaquil SC | 4-1       | Norteamérica     |

| Fecha 8      | Fecha 8   | Fecha 8          |
| Equipo Local | Resultado | Equipo Visitante |
| ------------ | --------- | ---------------- |
| Barcelona    | 1-4       | LDE(G)           |
| Gral.Córdova | 3-1       | Patria           |
| Guayaquil SC | 3-2       | Racing           |
| Panamá       | 4-2       | Rocafuerte       |

| Fecha 9      | Fecha 9   | Fecha 9          |
| Equipo Local | Resultado | Equipo Visitante |
| ------------ | --------- | ---------------- |
| Barcelona    | 2-1       | Patria           |
| Gral.Córdova | 0-1       | Norteamérica     |
| Panamá       | 0-2       | Racing           |
| LDE(G)       | 1-5       | Rocafuerte       |

### Tabla de posiciones
|  |  |    | Equipo        | PJ | PG | PE | PP | GF | GC | DG  | PTS |
|  |  | -- | ------------- | -- | -- | -- | -- | -- | -- | --- | --- |
|  |  | 1. | Gral.Córdova  | 8  | 6  | 0  | 2  | 24 | 10 | +14 | 12  |
|  |  | 2. | Panamá        | 8  | 6  | 0  | 2  | 33 | 10 | +13 | 12  |
|  |  | 3. | Rocafuerte    | 8  | 5  | 0  | 3  | 26 | 20 | +6  | 10  |
|  |  | 4. | Racing Club   | 8  | 4  | 1  | 3  | 19 | 14 | +5  | 9   |
|  |  | 5. | Guayaquil SC  | 8  | 4  | 0  | 4  | 18 | 20 | -2  | 8   |
|  |  | 6. | Norte América | 8  | 3  | 2  | 3  | 16 | 18 | -2  | 8   |
|  |  | 7. | Barcelona     | 8  | 4  | 0  | 4  | 16 | 23 | -7  | 8   |
|  |  | 8. | LDE(G)        | 8  | 2  | 2  | 4  | 11 | 31 | -20 | 6   |
|  |  | 9. | Patria        | 8  | 0  | 0  | 8  | 8  | 21 | -13 | 0   |

 Pts=Puntos; PJ=Partidos jugados; G=Partidos ganados; E=Partidos empatados; P=Partidos perdidos; GF=Goles a favor; GC=Goles en contra; Dif=Diferencia de gol
|  | Campeón anual.                                                 |
|  | Vicecampeón anual                                              |
|  | Jugó en los encuentros por Promoción de ascenso e Permanencia. |
|  | Descendió a la Serie B.                                        |

### Promoción de ascenso e Permanencia

#### 1.ª Fase
| Ciudad    | Equipo local | Resultado | Equipo visitante |
| --------- | ------------ | --------- | ---------------- |
| Guayaquil | LDE(G)       | 6 - 0     | Italia           |

#### 2.ª Fase
| Ciudad    | Equipo local | Resultado | Equipo visitante |
| --------- | ------------ | --------- | ---------------- |
| Guayaquil | LDE(G)       | 5 - 1     | Independiente    |

 NOTA: Para esta etapa se jugaría una sola fase entre el campeón y subcampeón e la Serie B contra los dos últimos equipos posicionados de la Liga de Guayaquil 1929, pero debido a que el cuadro del Patria desistió de jugar la promoción e descender automáticamente se decidió jugar en 2ª fases; la 1ª fase la jugaría el LDE(G) penúltimo posicionado contra el campeón de la Serie B que era el Italia, el ganador de la dicha serie se enfrentaría ante el Independiente, el ganador de la 2 fases ascendería o se mantendría en la división mayor como lo fue el caso de LDE(G), mientras que Independiente permaneció en la Serie B de la Liga de Guayaquil.

### Campeón
|                           |
| Gral. Córdova 4.to título |